# Klaus Lennartz
Klaus Lennartz (* 3. März 1944 in Hürth-Efferen; † 5. November 2019 in Hürth) war ein deutscher Politiker der SPD. Er war von 1980 bis 2002 direkt gewähltes Mitglied des Deutschen Bundestages für den heutigen Rhein-Erft-Kreis.

## Ausbildung und Beruf
Nach seiner kaufmännischen Ausbildung 1961 und einer weiteren Prüfung für den gehobenen Dienst bei der Knappschaft war er bis zu seiner Wahl in den Bundestag an leitender Stelle bei gesetzlichen Krankenkassen tätig. Nach dem Ausscheiden aus dem Bundestag war Lennartz als Leiter des Vorstandsbüros der Deutschen Leasinggesellschaft tätig und betrieb in ganz Deutschland Lobbyarbeit für Wirtschaftsunternehmen.

## Politischer Werdegang
Lennartz trat im Jahr 1963 in die SPD ein, 1974 wurde er in den Gemeinderat von Hürth gewählt. Im Jahr 1976 wurde er Mitglied im Kreistag des Rhein-Erft-Kreises, Bergheim (früher Erftkreis). Im Jahr 1980 folgte die Wahl in den Deutschen Bundestag, welche 1983, 1987, 1990, 1994 und 1998 bestätigt wurde. In den Jahren 1975 bis 2001 war Lennartz Vorsitzender des SPD-Unterbezirks Erftkreis (später SPD-UB Rhein-Erft-Kreis), seit 2001 war er Ehrenvorsitzender der Rhein-Erft-SPD. Von 1984 bis 1995 war er ehrenamtlicher Landrat des Erftkreises, im Jahr 1999 kandidierte er für die SPD als hauptamtlicher Landrat des Erftkreises.
Klaus Lennartz war Mitglied im Rat der Stadt Hürth und des Kreistages im Rhein-Erft-Kreis.
Im Jahr 1980 stellte ihn die SPD im Rhein-Erft-Kreis als Nachfolger des Bundestagsabgeordneten Rudi Adams auf. Er wurde seitdem stets im Wahlkreis Erftkreis I direkt gewählt. 2001 erklärte er, bei den Bundestagswahlen 2002 nicht mehr kandidieren zu wollen. Seinen Wahlkreis übernahm Gabriele Frechen.

### Umstrittene Wahlkampagne
Im Juli 2009 machte Lennartz durch eine selbstinitiierte Wahlkampagne auf sich aufmerksam. In dieser Kampagne warb er mit Slogans wie „Haut ab von der Straße, ihr Halunken“ oder „Schnaufen statt saufen“ um Wählerstimmen. Nach einem Gespräch mit dem Vorsitzenden der SPD im Rhein-Erft-Kreis, Guido van den Berg, nahm Lennartz die Slogans wieder von seiner Internetseite.

## Persönliches
Klaus Lennartz war verheiratet und hatte zwei Töchter. Lennartz hielt sich durch Joggen fit, so absolvierte er im November 2009 mit einer seiner Töchter als 65-Jähriger den New-York-City-Marathon in knapp sechs Stunden.